# Francisco Hernández Girón
Pour les articles homonymes, voir Giron.
Francisco Hernández Girón, né à Cáceres (Espagne) en 1510 et mort à Lima le 7 décembre 1554, est un conquistador espagnol.

## Biographie
Hernández Girón arrive au Pérou en 1535 avec, entre autres, le futur gouverneur Blasco Núñez Vela. Dans la lutte pour le pouvoir qui a suivi entre les frères Pizarro et les partisans de Diego de Almagro, il ne soutient ni l'un ni l'autre. Almagro est exécuté en 1538 et Francisco Pizarro, gouverneur du Pérou, est assassiné par le fils d'Almagro en 1541.
Cristóbal Vaca de Castro élimine les partisans de Almagro à la bataille de Chupas mais est capturé par Blasco Núñez Vela, qui devient alors vice-roi ; Hernández Girón se montre partisan de ce dernier.
Il combat à la bataille d'Añaquito et parvient à échapper à la mort dans la défaite. A la bataille de Jaquijahuana, il prend de nouveau le parti des forces royales sous Pedro de la Gasca. Le 13 novembre 1553, il mène cependant une rébellion contre le nouveau régime à cause de charges inégales proclamées par Melchor Bravo de Saravia, le nouveau vice-roi. Vaincu le 7 décembre 1554, il est aussitôt exécuté à Lima.